# كارلو روسو
كارلو روسو (بالإيطالية: Carlo Russo)‏ (و. 1920 – 2007 م) هو سياسي، وكاتب سيناريو، وقاضي، ومحامي من إيطاليا، ومملكة إيطاليا، ولد في سافونا، كان عضوًا في الحزب الديمقراطي المسيحي الإيطالي، توفي في سافونا، عن عمر يناهز 87 عاماً.

## مناصب
تولى منصب Italian Minister for Parliamentary Relations ‏ (17 فبراير 1972–24 يونيو 1972)
- Italian Minister for Parliamentary Relations ‏ (6 أغسطس 1970–16 فبراير 1972)
- Italian Minister for Parliamentary Relations ‏ (5 أغسطس 1969–26 مارس 1970)
- Italian Minister for Parliamentary Relations ‏ (12 ديسمبر 1968–4 أغسطس 1969)
- وزير التجارة الخارجية ‏ (24 يونيو 1968–11 ديسمبر 1968)
- Italian Minister of Communications ‏ (22 يوليو 1964–22 فبراير 1966)
- Italian Minister of Communications ‏ (4 ديسمبر 1963–21 يوليو 1964)
- Italian Minister of Communications ‏ (21 يونيو 1963–3 ديسمبر 1963)
- Italian Minister of Communications ‏ (30 نوفمبر 1962–20 يونيو 1963)
- عضو مجلس النواب في الجمهورية الإيطالية

.

## جوائز
حصل على جوائز منها:

وسام الصليب الأكبر من رتبة استحقاق من جمهورية ألمانيا الاتحادية